# 国際電波科学連合
国際電波科学連合 （International Union of Radio Science、略称URSIは、フランス語名Union radio-scientifique internationaleから）、国際科学会議（ICSU）に加盟している26の国際科学組合のひとつである。

## 歴史と目的
URSIは、1919年に開催された国際科学会議（現在のICSU）の総会において、フランスの国内組織Commission Internationale de Telegraphie sans Fil をもとに設立された。当時はまだ無線電信が唯一の電波通信システムであった時代である。URSIは1922年から3年ごとに総会を開催している。50年後、URSIは国際地球観測年の最も重要な推進者のひとつであった。URSIは、アメリカ地学連合とともに科学雑誌 Radio Scienceの発行を支援していると同時に、Journal of Atmospheric and Solar-Terrestrial Physicsも支援している。
設立当初のURSIの目的は、無線電信の科学的研究、特に国際協力の奨励であったが、現在までにすべての電波科学、すなわち電気通信から電波天文学まで、またレーダーによる遠隔物体の情報収集や物体から放射される電波の研究、電磁波の生物的影響、電波による物体の変性にまで及ぶ。対象とする周波数帯は、極超長波から可視光線にまで広がっている。

## 委員会
URSIには、以下の委員会が設置されている。
- A委員会：電磁計測
- B委員会：場と波
- C委員会：無線通信システムと信号処理
- D委員会：エレクトロニクスとフォトニクス
- E委員会：電磁環境と干渉
- F委員会：電波伝播とリモートセンシング
- G委員会：電離層における無線伝搬
- H委員会：プラズマ中の波
- J委員会：電波天文学
- K委員会：生物学と医学における電磁気学

いくつかの委員会は、他の国際機関と協力して国際プロジェクトに従事している。その一例は、国際宇宙空間研究委員会と共同で行っている研究プロジェクトInternational Reference Ionosphereである 。

## 会員資格
URSIには、複数の会員資格がある。
- corresponding member（CURSI）
- シニアメンバー：博士号と10以上の出版論文を持ち、URSIへの長年の貢献が認められる者
- フェロー：招待された者またはURSIシニア賞を受賞した者[2]